# 湖广卫矛
湖广卫矛（学名：Euonymus hukuangensis）为卫矛科卫矛属下的一个种。